# Jane Reichhold
Jane Reichhold (geb. Janet Styer) (* 18. Januar 1937 in Lima, Ohio in den USA; † 28. Juli 2016) war eine US-amerikanische Objektkünstlerin und Haiku-Poetin.

## Leben

### Familie
Jane Reichhold war die Tochter des Bankiers John Howard Styer.
Von 1971 an war sie in zweiter Ehe mit dem in Hamburg ansässigen Bildhauer Werner Reichhold (1925–2017) verheiratet; sie hatte drei Kinder.

### Werdegang
Jane Reichhold besuchte das Bluffton College (siehe Bluffton University) und studierte Kunst und Journalismus an der Ohio University, am Reedley-College, am Fresco State College (siehe California State University, Fresno) sowie an der San Franzisco State University.
Aufgrund einer Arbeit in Physik über den Magnetismus erhielt sie ein zweijähriges Stipendium für Physik, allerdings war ihr Interessen-Schwerpunkt in Kunst, Journalismus und Psychologie konzentriert; neben diesen drei Fächern studierte sie im Privatstudium auch noch Aquarell, Keramik, Ölmalerei und Weben.
In der Zeit von 1962 bis 1966 gab sie Kunstunterricht für Kinder.
Ab 1963 schrieb sie freiberuflich Zeitschriftenartikel und Gedichte, die in den USA, Kanada, England, Deutschland, Holland, der Schweiz, Rumänien und Kroatien veröffentlicht wurden.
Von 1967 bis zu ihrem Umzug nach Hamburg 1971 betrieb sie eine Töpferwerkstatt in Dinuba in Kalifornien; 1987 kehrte sie, gemeinsam mit ihrem Ehemann, nach Kalifornien zurück.
Sie hatte ein eigenes Atelier in den Sierra Nevada Mountains.
Jane Reichhold wurde am 28. Juli 2016 an einem Strand im Mendocino County in Kalifornien tot aufgefunden.

### Künstlerisches Wirken
Anfangs widmete sich Jane Reichhold der Malerei, doch dann strebte sie danach, dass ihre Kunst nicht nur passiv betrachtet wird, sondern eine Person vollständig umgibt; die Idee, den Betrachter zu umgeben, ihn in meine Kunst zu verwickeln, brachte mich auf die Sache mit den Labyrinthen, in denen die Leute gehen, wo ich hergegangen bin und nachfühlen, was ich gefühlt habe, sehen, was ich sah und nun die Möglichkeit haben, einige meiner Erfahrungen, mit denen sie sich identifizieren können, für sich auszuwählen.
Für die Sommerausstellung der Galerie Falazik in Neuenkirchen baute sie ein organisches Pappellabyrinth in Harmonie mit der Landschaft, indem sie die Äste der Bäume miteinander verwebte und mit ihnen Wege besäumte; später baute sie weitere Labyrinthe im Schnee oder aus Steinen im Sand.
Andere Arbeiten von ihr bestanden aus Fasern und sie nutzte Garn, Seil, gesponnene Wolle, Holz, Bambus, Leder, aus denen sie ihre teilweise riesigen, raumdurchlässigen, im Raum verspannten Seil-Skulpturen aufbaute. Ihre großen Netze, unter anderem 1981 zwischen Kunsthaus und Kunstverein in Hamburg, überspannten einen leeren Platz, der städtebaulich nicht zu den Glanzstücken zählte.
Ihre Arbeiten standen immer in Bezug zu dem Raum, in dem sie aufgehängt waren; die Titel sollten Assoziationshilfen geben und entstanden während des Arbeitsprozesses.
Sie fertigte Skulpturen aus Seilen, die in ganz Europa ausgestellt wurden.
Durch ihre starke poetische Begabung verlieh sie den Texten zu ihren Arbeiten eine zusätzliche Dimension, die nicht nur erklärte, sondern auch der Skulptur eine neue sprachliche Ebene hinzufügte.
Neben Gedichten und Aufsätzen in internationalen Magazinen entstanden seit 1979 viele Bücher mit Haiku, Tanka, Renga und Prosa.
Sie gründete 1987 den AHA Books Verlag und war seit 1988 Verlegerin und Herausgeberin der Magazine Mirrors International Haiku Forum und seit 1993 Lynx, ein Magazin für Tanka, Renga und artverwandte Literaturformen. Eine erste englischsprachige internationale Anthologie für Tanka mit 156 Autoren erschien im Juli 1994.

## Mitgliedschaften
Jane Reichhold wurde als erste amerikanische Künstlerin in den Deutschen Künstlerbund aufgenommen.

## Schriften (Auswahl)
- Gay Scene San Francisco. In: Him Applaus, Dez. 1978.
- Vom Seil zum Objekt. In: Textilkunst, Nr. 2. Juni 1978.
- Shadows on an Open Window. 1979.
- Textilwerke. 1980.
- Denken in Fasern. In: Kunst und Handwerk, März 1980.
- Text im Katalog von Werner Reichhold: Landzeichen. Fotogalerie Staatliche Landesbildstelle, 1982.
- Installation: Collage in Space. 1982.
- From the Dipper ... Drops. 1983.
- Duet for One Mirror. 1984.
- Thumbtacks on a Calendar. 1985.
- Cherries/Apples. 1986.
- Graffiti. 1986.
- As Stones Cry Out. 1987.
- Tigers in a Tea Cup. 1988.
- The Land of Seven Realms. 1988.
- A Literary Curiosity: The Pyramid Renga "Open", gemeinsam mit Bambi Walker. 1989.
- Narrow Road to Renga. 1989.
- A Gift of Tanka. 1990.
- Round Renga Round. 1990.
- silence. 1991.
- A Dictionary of Haiku. 1992 (Digitalisat).
- Trashopper Haique. 1992.
- Classical Mega-Brain Potential. 1992.
- Inksmith, gemeinsam mit Werner Reichhold. 1992.
- Wave of Mouth Stories. 1993.
- American Haiku in Four Seasons. (Bilingual Englisch -Chinesisch) (Digitalisat).
- Oracle, gemeinsam mit Werner Reichhold. 1993.
- Wind Five Folded, gemeinsam mit Werner Reichhold.
- In the Presence, gemeinsam mit Werner Reichhold. 1998.
- Geography Lens. 1999.
- A String of Flowers, Untied ... Love Poems from The Tale of Genji. Stone Bridge Press, Berkeley, 2002.
- Haiku techniques (Digitalisat).